# La mélancolie
Eensomhed of La mélancolie is een compositie van de Noorse componist Ole Bull. Bull schreef het werkje origineel voor viool en piano. Het stemmige werkje kreeg haar eerste uitvoering in Bergen op 28 april 1850. Op 3 mei 1863 werd een tweede versie uitgevoerd in Kristiania. Het was toen een lied voor zangstem en piano op tekst van Marcus Jacob Monrad. Het kreeg toen de titel I ensomme Stunde.
In 1874 waagde Edward Grieg zich aan een arrangement, eveneens voor zangstem en piano; het verscheen in Norges Melodier.
In 1913 begon Johan Halvorsen aan zijn versie. Hij gebruikte de originele partij van Bull, paste hier en daar wat aan en kwam met een versie voor viool en strijkorkest.
De melodie is vrij bekend in Noorwegen en er zijn in de loop der tijden bijvoorbeeld versies voor mannenkoor, en fluit en strijkorkest verschenen.   